# 二歧银莲花
二歧银莲花（学名：Anemone dichotoma）是毛茛科银莲花属的植物。分布于亚洲、欧洲以及中国大陆的吉林、黑龙江等地，生长于海拔590米的地区，多生长在丘陵湿草地或林中。